# 1390-е годы до н. э.
1390-е (ты́сяча три́ста девяно́стые) го́ды до на́шей э́ры по пролептическому юлианскому календарю — промежуток времени с 1 января 1399 года до н. э. по 31 декабря 1390 года до н. э., включающий с 1399 по 1391 годы 1-го десятилетия  и 1390 год 2-го десятилетия XIV века 2-го тысячелетия до н. э. Им предшествовали 1400-е годы до н. э., за ними следовали 1380-е годы до н. э. Они закончились 3415 лет назад.

## События

### Месопотамия
- 1398 год до н. э. — царь Куригальзу I из Кар-Дуниаша перестраивал город Ур.
- 1390 год до н. э. — Эриба-Адад I (1393—1365 годы до н. э.) из Ассирии вступил в альянс с хеттами.

### Египет
- 1397 год до н. э. — фараон Тутмос IV (1397—1388 годы до н. э.) — восьмой фараон из XVIII династии Египта.
- 1395 год до н. э. — Тутмос IV подавил восстание в Леванте и заключил мирный договор с Митанни.
- 1393 год до н. э. — Тутмос IV начал кампанию в Нубии, где население восстало.

### Греция
- 1394 год до н. э. — царь Пенфей (1394—1389 годы до н. э.) из Фив бросил Полидору свой трон.
- 1390 год до н. э. — культ Диониса распространился с большим насилием над Грецией.[уточнить]